# Casa de Julia Felix

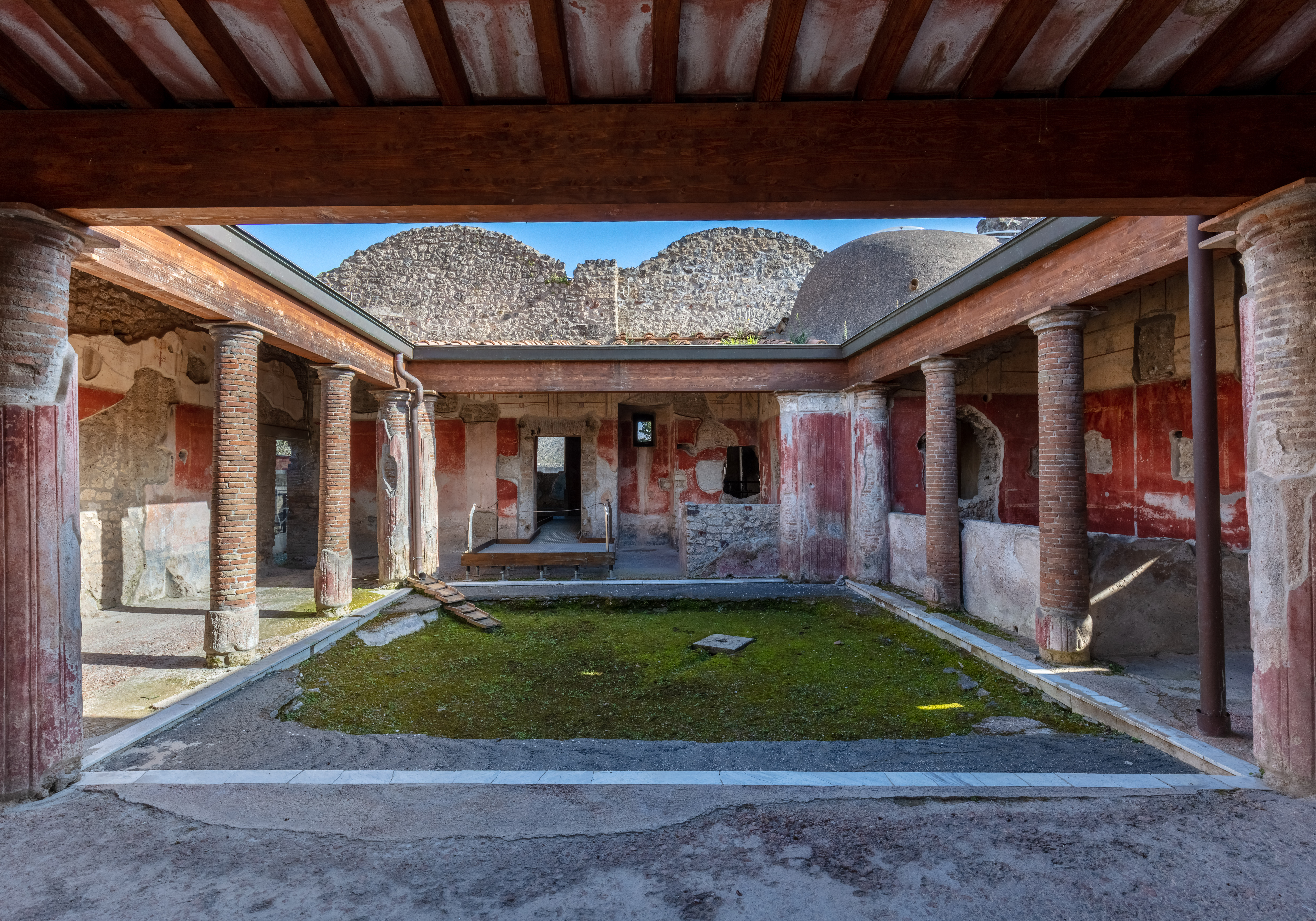
Entrada a la casa.

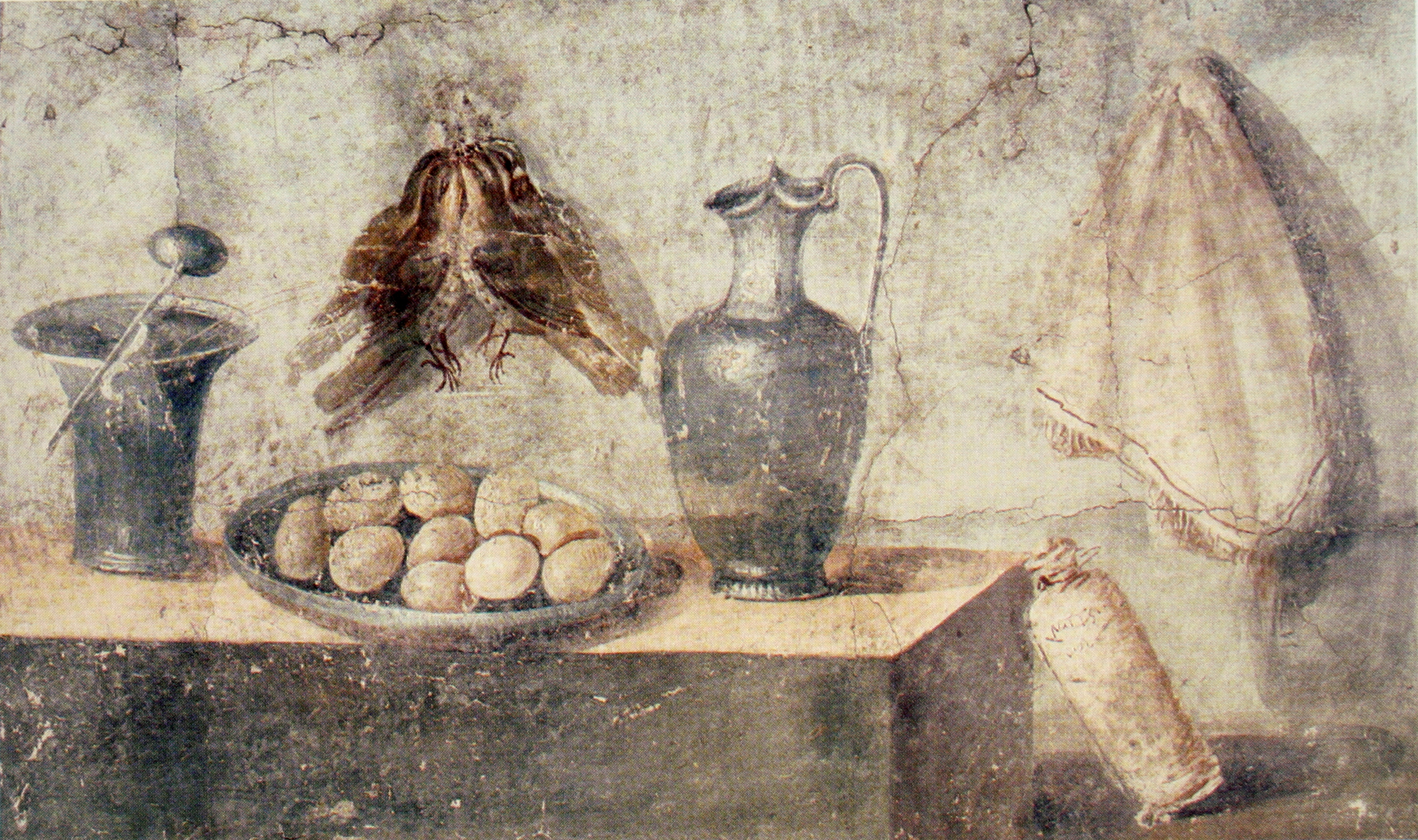
Pintura en una pared de la Casa de Julia Felix, mostrando un bodegón o naturaleza muerta con vasijas de bronce, una bandeja con huevos y aves.

La Casa de Julia Felix es una gran villa romana en la ciudad de Pompeya. Fue la residencia de Julia Felix, que convirtió varias secciones en apartamentos en alquiler después del terremoto de 62 d. C. precursor de la catastrófica erupción del Monte Vesubio en 79 d. C. que destruyó la ciudad.  Las excavaciones arqueológicas empezaron en 1755 y aún continúan. Como residencia de varias unidades familiares, es un testimonio inestimable.

## De fondo

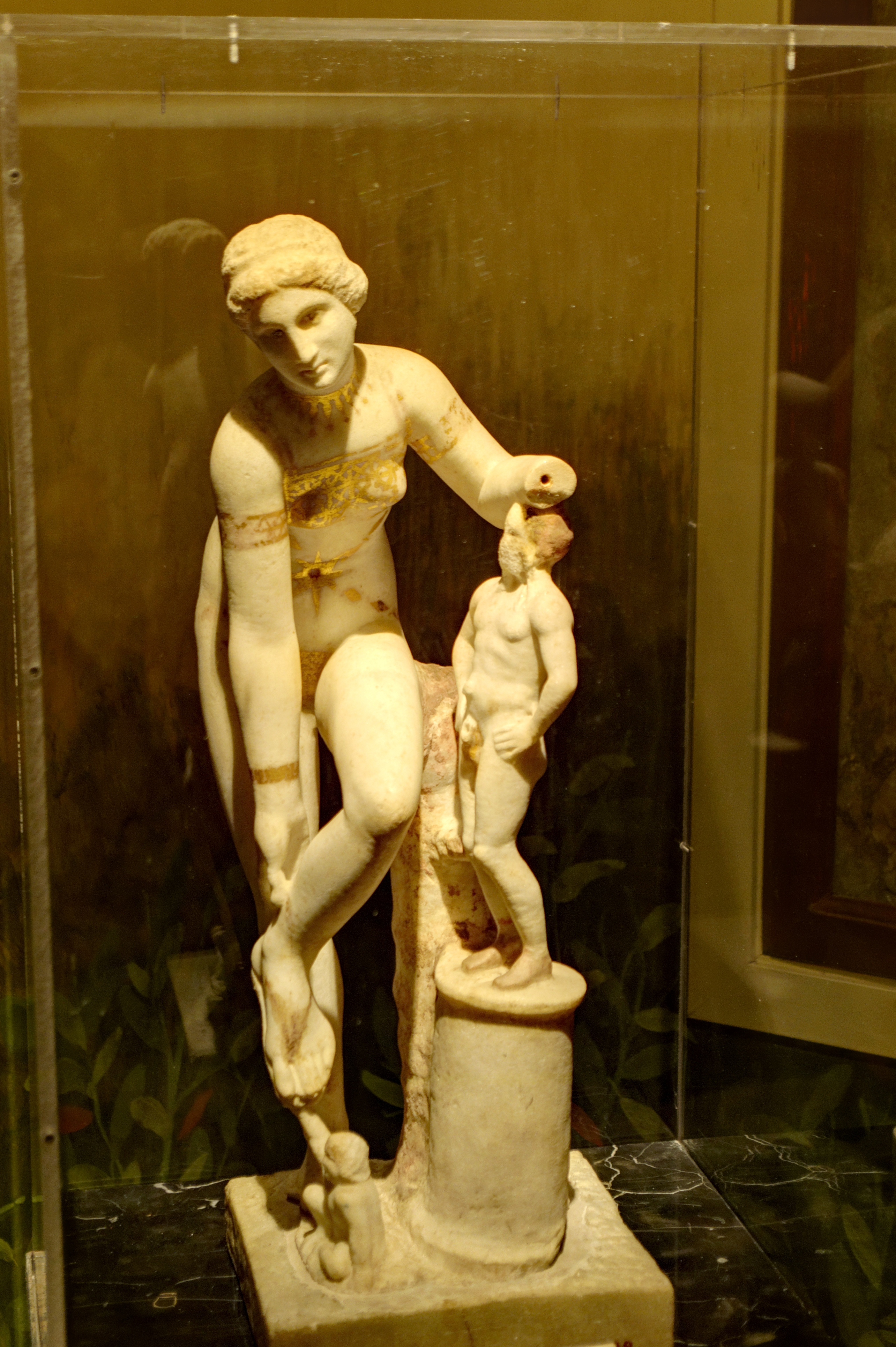
La denominada "Venus en bikini", de la casa de Julia Felix, Pompeya, Italia de hecho muestra a su equivalente griega Afrodita a punto de calzarse una sandalia, con un pequeño Eros abajo y su brazo izquierdo apoyado en una estatua de Príapo, siglo I.

Julia Felix era una mujer romana que vivía en la ciudad de Pompeya. Era una rica propietaria que había heredado la fortuna familiar. Poseía una villa magnífica que ocupaba un bloque entero en la ciudad y que los investigadores han documentado como muy bien amueblada y decorada hasta que sufrió serios desperfectos durante el terremoto del año 62. Después del seísmo Julia alquiló parte de su propiedad a otros residentes de Pompeya que habían perdido sus casas y transformó así partes de su villa en baños públicos, tiendas, tabernas, y apartamentos. Alquilar parte de su villa le permitió ganar unos ingresos extra y establecerse como una respetable mujer de negocios, y figura pública en Pompeya. El anuncio se encontró escrito en el exterior:

"IN PRAEDIS I[VLI]AE SP(VRI) F(ILIAE) FELICIS / LOCANTVR / BALNEVM VENERIVM ET NONGENTVM TABERNAE PERGOLAE / CENACVLA EX IDIBVS AVG. PRIMIS IN IDVS AVG. SEXTAS ANNO[SCO]NTINVO[S QV]INQVE / S. Q. D. L. E. N. C."

(En la finca de Julia Félix, hija de Espurio, se alquilan hermosos baños para gente selecta, tiendas, pérgolas y habitaciones, del primero de los idus de agosto hasta el sexto año, el alquiler se renovará por acuerdo simple.)

"Felix", es un cognomen romano que significa "Afortunado", era un epíteto del dictador Lucio Cornelio Sila y sus descendientes en la época republicana. En el periodo imperial era un nombre que implicaba buena suerte así como uno de los más comunes cognomina y nombres de esclavo.

## Arquitectura
Las casas de los ricos en Pompeya estaban construidas alrededor de patios rectangulares de forma que las habitaciones principales se abrían a ellos.  Estas casas tenían jardines cerrados y suministro de agua privado. A lo largo del tiempo, los pompeyanos acomodados utilizaron en sus interiores el estuco para decorar la arquitectura, placas de mármol para aportar luminosidad, así como pinturas de vivos colores.

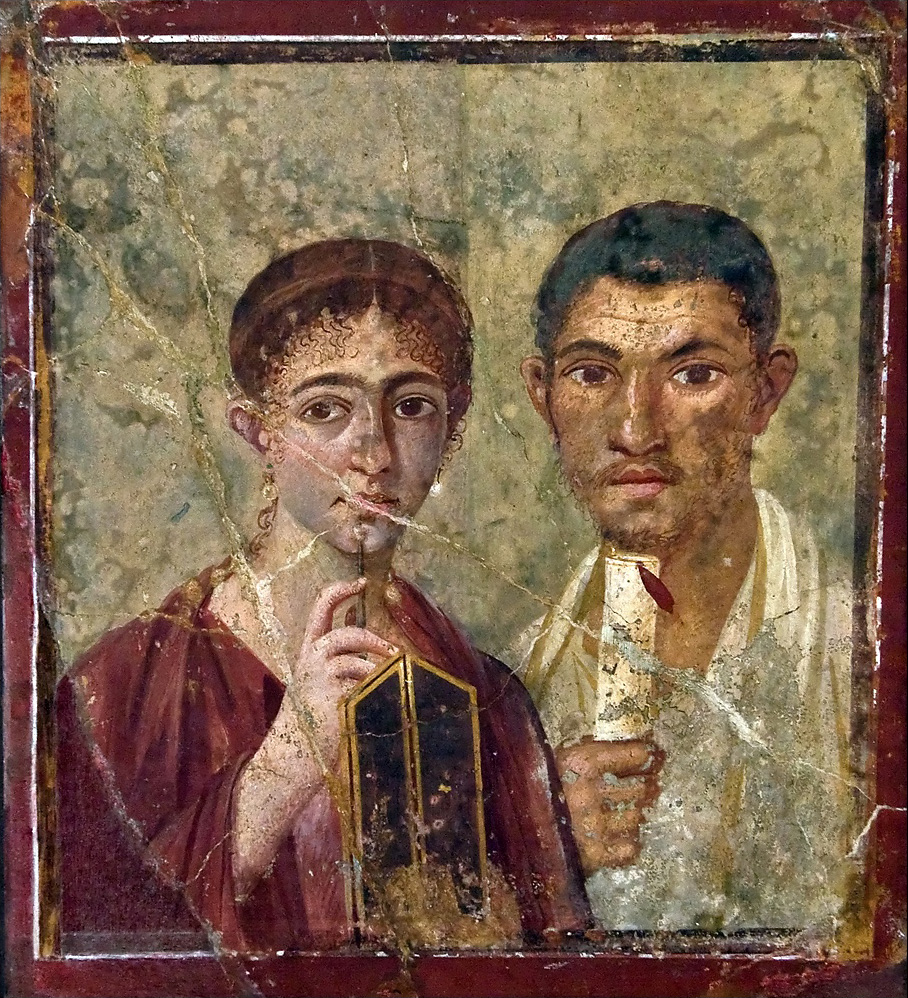
Retrato de una pareja pompeyana dentro de la casa de Julia Felix. (Retrato de Paquio Próculo)

## Dentro de la villa
Dentro de sus villas, los pompeyanos expresaban sus gustos personales. Algunos se decantaban por las pinturas copias de los clásicas griegas y otros escogerían temas de amor o fertilidad, pero la mayoría eligió paisajes. Los encontrados en Pompeya muestran escenas de la vida local, villas a lo largo de la costa, o bosques y cerros. Cuando un dueño en Pompeya perdía parte de su jardín al levantar una habitación nueva, ordenaba recrear el jardín perdido en las paredes de la habitación.
El arte dentro de la villa de Julia Felix es también muy interesante. Su villa contiene una serie única de pinturas que describen la vida diaria en el Foro, incluyendo los puestos en el mercado, una escuela al aire libre, gente conversando en los soportales, y un mendigo que recibe limosna de una dama con su sirvienta. Julia Felix era descendiente de los Julios, libertos imperiales, lo cual podría haber influido en su elección de mostrar la vida cotidiana de la clase media.

## Excavación
Desde las primeras excavaciones en Pompeya, se reveló la villa de Julia Felix. Tan pronto como 1755 muchas secciones de la villa fueron descubiertas al empezar a excavar la ciudad de Pompeya. Una compleja taberna, lujosas termas, y un rico cenáculo que daba al jardín aparecieron en la primera excavación. Entre 1912–1935 se descubrió un santuario desconocido y la fachada a lo largo de la Vía dell'Abbondanza pero cuando todo el edificio fue excavado, también fueron encontradas dos estatuas.
Entre los años 1998–1999 surgieron nuevos descubrimientos importantes. Una trinchera abierta por excavadoras detrás del caldarium permitió datarlo tan pronto como en la época de Augusto. El caldarium reveló un desagüe del agua empleada en el sistema del hipocausto, el cual conducía el calor a los baños o habitaciones en las casas acomodadas romanas. También se descubrió el ninfeo o gruta de las ninfas decorativa con una fuente a peldaños y el triclinio añadido después del terremoto de 62 d. C.